# Ügyfélszolgálat

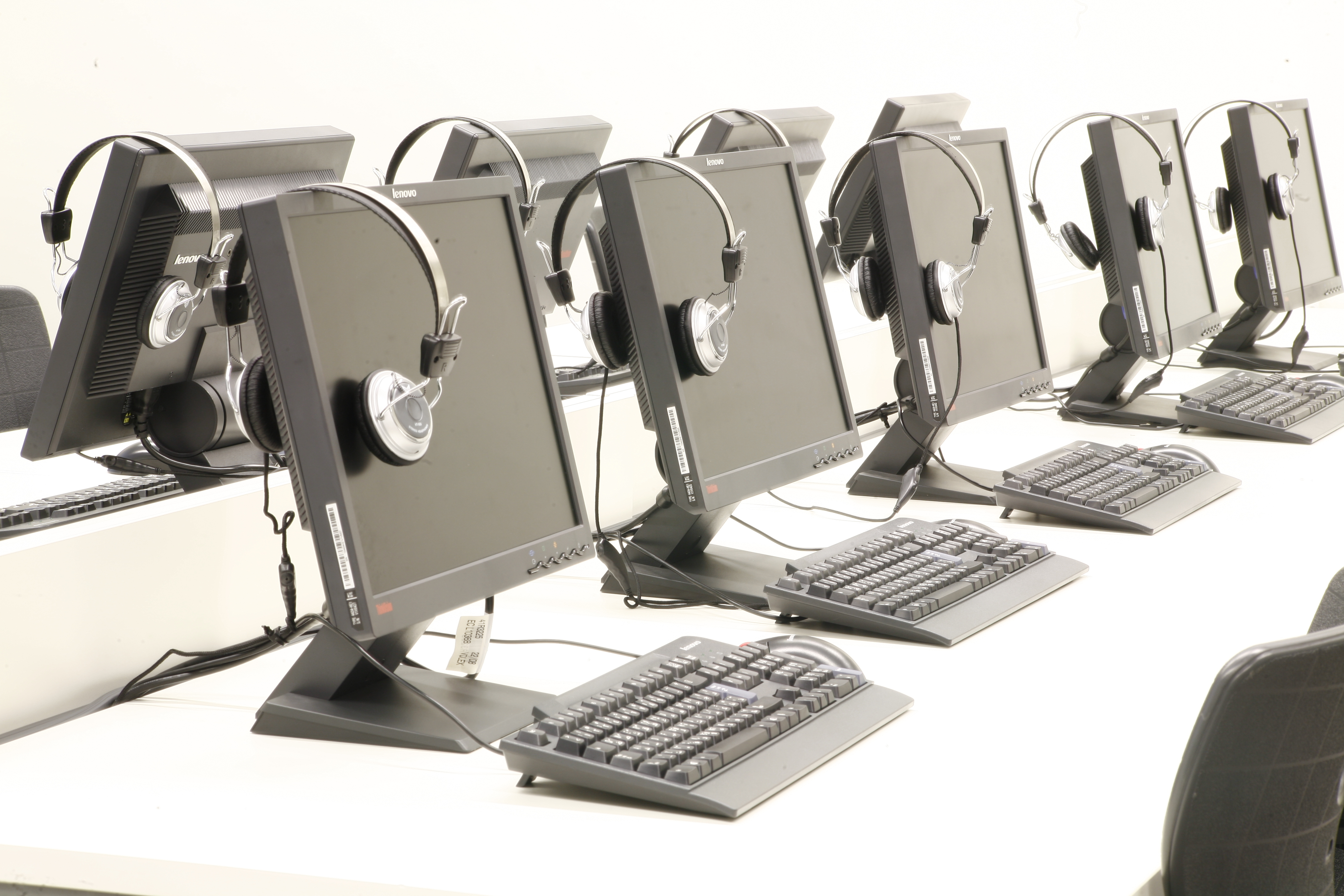
Helpdesk munkahelyek

Az ügyfélszolgálat (angolul helpdesk) egy információs és segítségnyújtó erőforrás, ami elhárítja (vagy segít elhárítani) a számítógépek és hasonló elektronikai eszközök hibáit. A vállalatok gyakran nyújtanak segítséget/terméktámogatást az ügyfélszolgálatukon keresztül: egy díjmentesen hívható telefonszám, honlap, vagy e-mail segítségével. Léteznek olyan ügyfélszolgálati szolgáltatások is, melyek házon belül, vagyis cégen belül (a mai nemzetközi környezetben akár egy-egy cég különböző országokban lévő irodáira vonatkozóan is) nyújtanak technikai segítséget a dolgozóknak.
Ma már léteznek olyan iskolák is, melyekben ügyfélszolgálatot imitáló feladatokat tanítanak.

## Definíció
Az ügyfélszolgálat jelentése: a szervezet/vállalat egy olyan részlege, mely szakmai segítséget nyújt, illetve tanácsokat ad az ügyfeleknek, vagy felhasználóknak, akiknek problémája van; különösen a számítógépekre, rendszerekre és elektronikai felszerelésekre vonatkozóan.

## Feladatok/funkciók
Egy tipikus ügyfélszolgálatnak sok funkciója, vagyis feladata van. Egy központi, azaz minden felhasználó által elérhető pontot biztosít, ahol segítséget kaphatunk különféle számítógéppel kapcsolatos problémánkra. Az ügyfélszolgálat általában egy helpdesk-szoftver segítségével követi nyomon, illetve kezeli a bejelentéseket/kéréseket. A helpdesk-szoftver gyakran rendkívül előnyös eszköz, amikor egy szervezet számítógépes környezetében szeretnénk a gyakori hibákat/problémákat megtalálni, elemezni és megszüntetni/felszámolni.
Sokféle szoftver alkalmazás létezik, melyek támogatják a helpdesk funkciókat. Néhányuk a vállalati szintű szolgáltatást célozzák meg, mások egy-egy osztály igényeire fókuszálnak.
Az ügyfélszolgálat igazi értéke nemcsak abban rejlik, hogy gyorsan reagál a felhasználók bejelentéseire, hanem inkább abban, hogy naponta kommunikál számos ügyféllel, vagy alkalmazottal. Ez adja az ügyfélszolgálat azon képességét is, hogy folyamatosan figyelemmel kíséri a felhasználói környezetet a technikai problémáktól kezdve a preferenciákig és a megelégedett felhasználókig/fogyasztókig. Ilyen információkra nem csak egy cég számítástechnikai osztályának (azaz IT-jének) van szüksége, de például a termelési és értékesítési részlegeknek is.